# Grace Birungi
Grace Birungi (* 10. Oktober 1973) ist eine ehemalige ugandische Leichtathletin, die im Sprint und im Mittelstreckenlauf an den Start ging. 1996 wurde sie Vizeafrikameisterin über 400 Meter und 1999 gewann sie die Bronzemedaille über 800 Meter bei den Afrikaspielen in Johannesburg.

## Sportliche Laufbahn
Erste internationale Erfahrungen sammelte Grace Birungi vermutlich im Jahr 1992, als sie bei den Juniorenweltmeisterschaften in Seoul mit 24,74 s und 56,10 s jeweils in der ersten Runde über 200 und 400 Meter aus. 1995 schied sie bei den Weltmeisterschaften in Göteborg mit 53,92 s in der Vorrunde im 400-Meter-Lauf aus und im Jahr darauf gewann sie bei den Afrikameisterschaften in Yaoundé in 53,40 s die Silbermedaille hinter der Nigerianerin Saidat Onanuga. Anschließend nahm sie an den Olympischen Sommerspielen in Atlanta teil und schied dort mit 53,12 s in der ersten Runde aus. 1998 schied sie bei den Commonwealth Games in Kuala Lumpur mit 2:05,06 min im Halbfinale im 800-Meter-Lauf aus und belegte mit der ugandischen 4-mal-400-Meter-Staffel in 3:36,33 min den sechsten Platz. Im Jahr darauf schied sie bei den Hallenweltmeisterschaften in Maebashi mit 2:06,52 min im Vorlauf über 800 Meter aus und im Sommer schied sie auch bei den Freiluft-Weltmeisterschaften in Sevilla mit 2:02,71 min in der ersten Runde aus. Anschließend gewann sie bei den Afrikaspielen in Johannesburg in 2:01,76 min die Bronzemedaille hinter der Mosambikanerin Maria de Lurdes Mutola und Nouria Mérah-Benida aus Algerien. 2000 belegte sie bei den Afrikameisterschaften in Algier in 2:00,97 min den vierten Platz und anschließend schied sie bei den Olympischen Sommerspielen in Sydney mit 2:03,32 min im Vorlauf aus. Im Jahr darauf kam sie bei den Weltmeisterschaften im kanadischen Edmonton mit 2:04,26 min nicht über den Vorlauf hinaus und 2002 schied sie bei den Commonwealth Games in Manchester mit 2:05,80 min ebenfalls in der Vorrunde aus. Daraufhin beendete sie ihre aktive sportliche Karriere im Alter von 29 Jahren.
In den Jahren 1992 und 1993 wurde Birungi ugandische Meisterin 100-Meter-Lauf sowie 1992 und 1996 über 400 Meter und 1999 und 2000 über 800 Meter.

## Persönliche Bestleistungen
- 400 Meter: 52,2 s, 3. Mai 1996 in Nairobi
- 800 Meter: 2:00,97 min, 14. Juli 2000 in Algier